# Participantes da Volta a Espanha de 2006
Na Volta a Espanha de 2006, disputada entre 26 de agosto e 17 de setembro, tomaram parte 21 equipas e 189 ciclistas, com 9 corredores a cada equipa, dos que acabaram 134; sendo a Caisse d'Epargne-Illes Balears e Discovery Channel Pro Cycling Team as únicas que completaram a prova com seus 9 corredores.
| Rabobank RAB  | Rabobank RAB         | Rabobank RAB | Rabobank RAB  | Rabobank RAB |
| ------------- | -------------------- | ------------ | ------------- | ------------ |
| Nr.           |                      | Age          |               | Pos.         |
| 1             | Denis Menchov        | 28           | Rússia        | DNF          |
| 2             | Mauricio Ardila Cano | 27           | Colômbia      | 67           |
| 3             | Theo Eltink          | 24           | Países Baixos | 24           |
| 4             | William Walker       | 20           | Austrália     | 112          |
| 5             | Pedro Horrillo       | 31           | Espanha       | 106          |
| 6             | Michael Boogerd      | 34           | Países Baixos | DNF          |
| 7             | Grischa Niermann     | 30           | Alemanha      | 72           |
| 8             | Michael Rasmussen    | 32           | Dinamarca     | DNF          |
| 9             | Pieter Weening       | 25           | Países Baixos | 61           |
| Team manager: |                      |              |               |              |

| Team CSC CSC  | Team CSC CSC      | Team CSC CSC | Team CSC CSC | Team CSC CSC |
| ------------- | ----------------- | ------------ | ------------ | ------------ |
| Nr.           |                   | Idade        |              | Pos.         |
| 11            | Carlos Sastre     | 31           | Espanha      | 4            |
| 12            | Kurt Asle Arvesen | 31           | Noruega      | 46           |
| 13            | Lars Bak          | 26           | Dinamarca    | 21           |
| 14            | Fabian Cancellara | 25           | Suíça        | DNF          |
| 15            | Íñigo Cuesta      | 37           | Espanha      | 27           |
| 16            | Marcus Ljungqvist | 31           | Suécia       | 53           |
| 17            | Stuart O'Grady    | 32           | Austrália    | 65           |
| 18            | Volodymyr Hustov  | 29           | Ucrânia      | 54           |
| 19            | Nicki Sørensen    | 31           | Dinamarca    | 28           |
| Team manager: |                   |              |              |              |

| AG2R Prévoyance A2R | AG2R Prévoyance A2R | AG2R Prévoyance A2R | AG2R Prévoyance A2R | AG2R Prévoyance A2R |
| ------------------- | ------------------- | ------------------- | ------------------- | ------------------- |
| Nr.                 |                     | Idade               |                     | Pos.                |
| 21                  | Cyril Dessel        | 31                  | França              | DNF                 |
| 22                  | José Luis Arrieta   | 35                  | Espanha             | 44                  |
| 23                  | Mikel Astarloza     | 26                  | Espanha             | 56                  |
| 24                  | Iñigo Chaurreau     | 33                  | Espanha             | 26                  |
| 25                  | Hubert Dupont       | 25                  | França              | 40                  |
| 26                  | Stéphane Goubert    | 36                  | França              | 29                  |
| 27                  | David Navas         | 32                  | Espanha             | 126                 |
| 28                  | Jean-Patrick Nazon  | 29                  | França              | 105                 |
| 29                  | Alexandre Usov      | 29                  | Bielorrússia        | 89                  |
| Team manager:       |                     |                     |                     |                     |

| Bouygues Télécom BTL | Bouygues Télécom BTL | Bouygues Télécom BTL | Bouygues Télécom BTL | Bouygues Télécom BTL |
| -------------------- | -------------------- | -------------------- | -------------------- | -------------------- |
| Nr.                  |                      | Idade                |                      | Pos.                 |
| 31                   | Walter Bénéteau      | 34                   | França               | 83                   |
| 32                   | Mathieu Claude       | 23                   | França               | DNF                  |
| 33                   | Pierre Drancourt     | 24                   | França               | 108                  |
| 34                   | Xavier Florencio     | 26                   | Espanha              | DNF                  |
| 35                   | Anthony Geslin       | 26                   | França               | DNF                  |
| 36                   | Christophe Kern      | 25                   | França               | DNF                  |
| 37                   | Rony Martias         | 26                   | França               | DNF                  |
| 38                   | Jérôme Pineau        | 26                   | França               | DNF                  |
| 39                   | Franck Rénier        | 32                   | França               | 121                  |
| Team manager:        |                      |                      |                      |                      |

| Crédit Agricole C.A | Crédit Agricole C.A | Crédit Agricole C.A | Crédit Agricole C.A | Crédit Agricole C.A |
| ------------------- | ------------------- | ------------------- | ------------------- | ------------------- |
| Nr.                 |                     | Idade               |                     | Pos.                |
| 41                  | László Bodrogi      | 29                  | Hungria             | 76                  |
| 42                  | Pietro Caucchioli   | 30                  | Itália              | 37                  |
| 43                  | Anthony Charteau    | 27                  | França              | DNF                 |
| 44                  | Dmitriy Fofonov     | 30                  | Cazaquistão         | 32                  |
| 45                  | Thor Hushovd        | 28                  | Noruega             | 82                  |
| 46                  | Mads Kaggestad      | 29                  | Noruega             | 132                 |
| 47                  | Cyril Lemoine       | 23                  | França              | 134                 |
| 48                  | Mark Renshaw        | 23                  | Austrália           | DNF                 |
| 49                  | Benoît Poilvet      | 30                  | França              | 55                  |
| Team manager:       |                     |                     |                     |                     |

| Caisse d'Epargne-Illes Balears CEI | Caisse d'Epargne-Illes Balears CEI | Caisse d'Epargne-Illes Balears CEI | Caisse d'Epargne-Illes Balears CEI | Caisse d'Epargne-Illes Balears CEI |
| ---------------------------------- | ---------------------------------- | ---------------------------------- | ---------------------------------- | ---------------------------------- |
| Nr.                                |                                    | Idade                              |                                    | Pos.                               |
| 51                                 | Alejandro Valverde                 | 26                                 | Espanha                            | 2                                  |
| 52                                 | Óscar Pereiro                      | 29                                 | Espanha                            | 49                                 |
| 53                                 | David Arroyo                       | 26                                 | Espanha                            | 19                                 |
| 54                                 | José Vicente García                | 34                                 | Espanha                            | 104                                |
| 55                                 | Joan Horrach                       | 32                                 | Espanha                            | 79                                 |
| 56                                 | Vladimir Karpets                   | 25                                 | Rússia                             | 8                                  |
| 57                                 | Pablo Lastras                      | 30                                 | Espanha                            | 48                                 |
| 58                                 | Joaquim Rodríguez                  | 27                                 | Espanha                            | 17                                 |
| 59                                 | Xabier Zandio                      | 29                                 | Espanha                            | 22                                 |
| Team manager:                      |                                    |                                    |                                    |                                    |

| Cofidis COF   | Cofidis COF           | Cofidis COF | Cofidis COF | Cofidis COF |
| ------------- | --------------------- | ----------- | ----------- | ----------- |
| Nr.           |                       | Idade       |             | Pos.        |
| 61            | Frédéric Bessy        | 34          | França      | 41          |
| 62            | Leonardo Duque        | 26          | Colômbia    | 80          |
| 63            | Bingen Fernández      | 33          | Espanha     | 85          |
| 64            | Geoffroy Lequatre     | 25          | França      | 103         |
| 65            | Thierry Marichal      | 33          | Bélgica     | 45          |
| 66            | Sébastien Minard      | 24          | França      | 43          |
| 67            | Hervé Duclos-Lassalle | 26          | França      | DNF         |
| 68            | Luis Pérez Rodriguez  | 32          | Espanha     | 10          |
| 69            | Staf Scheirlinckx     | 27          | Bélgica     | 86          |
| Team manager: |                       |             |             |             |

| Discovery Channel DSC | Discovery Channel DSC | Discovery Channel DSC | Discovery Channel DSC | Discovery Channel DSC |
| --------------------- | --------------------- | --------------------- | --------------------- | --------------------- |
| Nr.                   |                       | Idade                 |                       | Pos.                  |
| 71                    | Michael Barry         | 30                    | Canadá                | 77                    |
| 72                    | Manuel Beltrán        | 35                    | Espanha               | 9                     |
| 73                    | Janez Brajkovič       | 22                    | Eslovénia             | 30                    |
| 74                    | Tom Danielson         | 28                    | Estados Unidos        | 6                     |
| 75                    | Stijn Devolder        | 26                    | Bélgica               | 11                    |
| 76                    | Vladimir Gusev        | 24                    | Rússia                | 23                    |
| 77                    | Benoît Joachim        | 30                    | Luxemburgo            | 66                    |
| 78                    | Egoi Martínez         | 27                    | Espanha               | 12, (KOM)             |
| 79                    | Jurgen Van Goolen     | 26                    | Bélgica               | 39                    |
| Team manager:         |                       |                       |                       |                       |

| Davitamon-Lotto DVL | Davitamon-Lotto DVL | Davitamon-Lotto DVL | Davitamon-Lotto DVL | Davitamon-Lotto DVL |
| ------------------- | ------------------- | ------------------- | ------------------- | ------------------- |
| Nr.                 |                     | Idade               |                     | Pos.                |
| 81                  | Olivier Kaisen      | 22                  | Bélgica             | 110                 |
| 82                  | Robbie McEwen       | 34                  | Austrália           | DNF                 |
| 83                  | Pieter Mertens      | 26                  | Bélgica             | 75                  |
| 84                  | Fred Rodriguez      | 33                  | Estados Unidos      | 109                 |
| 85                  | Wim De Vocht        | 24                  | Bélgica             | DNF                 |
| 86                  | Bart Dockx          | 24                  | Bélgica             | DNF                 |
| 87                  | Christopher Horner  | 35                  | Estados Unidos      | 20                  |
| 88                  | Josep Jufré         | 31                  | Espanha             | DNF                 |
| 89                  | Bjorn Leukemans     | 29                  | Bélgica             | 93                  |
| Team manager:       |                     |                     |                     |                     |

| Euskaltel-Euskadi EUS | Euskaltel-Euskadi EUS | Euskaltel-Euskadi EUS | Euskaltel-Euskadi EUS | Euskaltel-Euskadi EUS |
| --------------------- | --------------------- | --------------------- | --------------------- | --------------------- |
| Nr.                   |                       | Idade                 |                       | Pos.                  |
| 91                    | Samuel Sánchez        | 28                    | Espanha               | 7                     |
| 92                    | Haimar Zubeldia       | 29                    | Espanha               | 34                    |
| 93                    | Iban Mayo             | 29                    | Espanha               | 35                    |
| 94                    | Igor Antón            | 23                    | Espanha               | 15                    |
| 95                    | Markel Irizar         | 26                    | Espanha               | 94                    |
| 96                    | Iñaki Isasi           | 29                    | Espanha               | DNF                   |
| 97                    | Iñigo Landaluze       | 29                    | Espanha               | 60                    |
| 98                    | Aketza Peña           | 25                    | Espanha               | 52                    |
| 99                    | Rubén Pérez           | 24                    | Espanha               | 69                    |
| Team manager:         |                       |                       |                       |                       |

| Française des Jeux FDJ | Française des Jeux FDJ | Française des Jeux FDJ | Française des Jeux FDJ | Française des Jeux FDJ |
| ---------------------- | ---------------------- | ---------------------- | ---------------------- | ---------------------- |
| Nr.                    |                        | Idade                  |                        | Pos.                   |
| 101                    | Jérémy Roy             | 23                     | França                 | 122                    |
| 102                    | Fabien Patanchon       | 23                     | França                 | 128                    |
| 103                    | Ian McLeod             | 25                     | África do Sul          | 99                     |
| 104                    | Éric Leblacher         | 28                     | França                 | 33                     |
| 105                    | Sébastien Joly         | 27                     | França                 | 68                     |
| 106                    | Frédéric Finot         | 29                     | França                 | DNF                    |
| 107                    | Bernhard Eisel         | 25                     | Áustria                | DNF                    |
| 108                    | Christophe Detilloux   | 32                     | Bélgica                | DNF                    |
| 109                    | Freddy Bichot          | 26                     | França                 | DNF                    |
| Team manager:          |                        |                        |                        |                        |

| Predefinição:Dados ciclismo GST GST | Predefinição:Dados ciclismo GST GST | Predefinição:Dados ciclismo GST GST | Predefinição:Dados ciclismo GST GST | Predefinição:Dados ciclismo GST GST |
| ----------------------------------- | ----------------------------------- | ----------------------------------- | ----------------------------------- | ----------------------------------- |
| Nr.                                 |                                     | Idade                               |                                     | Pos.                                |
| 111                                 | Davide Rebellin                     | 35                                  | Itália                              | DNF                                 |
| 112                                 | Robert Förster                      | 28                                  | Alemanha                            | 130                                 |
| 113                                 | Markus Fothen                       | 24                                  | Alemanha                            | DNF                                 |
| 114                                 | René Haselbacher                    | 28                                  | Áustria                             | DNF                                 |
| 115                                 | Heinrich Haussler                   | 22                                  | Alemanha                            | 92                                  |
| 116                                 | Torsten Hiekmann                    | 26                                  | Alemanha                            | 57                                  |
| 117                                 | Andrea Moletta                      | 27                                  | Itália                              | DNF                                 |
| 118                                 | Sven Montgomery                     | 30                                  | Suíça                               | DNF                                 |
| 119                                 | Marcel Strauss                      | 30                                  | Suíça                               | DNF                                 |
| Team manager:                       |                                     |                                     |                                     |                                     |

| Lampre-Fondital LAM | Lampre-Fondital LAM | Lampre-Fondital LAM | Lampre-Fondital LAM | Lampre-Fondital LAM |
| ------------------- | ------------------- | ------------------- | ------------------- | ------------------- |
| Nr.                 |                     | Idade               |                     | Pos.                |
| 121                 | Matteo Carrara      | 27                  | Itália              | DNF                 |
| 122                 | Claudio Corioni     | 23                  | Itália              | 107                 |
| 123                 | Enrico Franzoi      | 24                  | Itália              | 97                  |
| 124                 | David Loosli        | 26                  | Suíça               | 26                  |
| 125                 | Marco Marzano       | 26                  | Itália              | DNF                 |
| 126                 | Ruggero Marzoli     | 30                  | Itália              | DNF                 |
| 127                 | Danilo Napolitano   | 25                  | Itália              | DNF                 |
| 128                 | Evgeni Petrov       | 28                  | Rússia              | 18                  |
| 129                 | Sylwester Szmyd     | 28                  | Polónia             | 41                  |
| Team manager:       |                     |                     |                     |                     |

| Liquigas LIQ  | Liquigas LIQ           | Liquigas LIQ | Liquigas LIQ | Liquigas LIQ |
| ------------- | ---------------------- | ------------ | ------------ | ------------ |
| Nr.           |                        | Idade        |              | Pos.         |
| 131           | Danilo Di Luca         | 30           | Itália       | DNF          |
| 132           | Dario Andriotto        | 33           | Itália       | 115          |
| 133           | Magnus Bäckstedt       | 31           | Suécia       | 111          |
| 134           | Kjell Carlström        | 29           | Finlândia    | 120          |
| 135           | Dario Cioni            | 31           | Itália       | 38           |
| 136           | Francesco Failli       | 22           | Itália       | 123          |
| 137           | Alessandro Spezialetti | 31           | Itália       | 100          |
| 138           | Charlie Wegelius       | 28           | Reino Unido  | DNF          |
| 139           | Luca Paolini           | 29           | Itália       | DNF          |
| Team manager: |                        |              |              |              |

| Predefinição:Dados ciclismo MRM MRM | Predefinição:Dados ciclismo MRM MRM | Predefinição:Dados ciclismo MRM MRM | Predefinição:Dados ciclismo MRM MRM | Predefinição:Dados ciclismo MRM MRM |
| ----------------------------------- | ----------------------------------- | ----------------------------------- | ----------------------------------- | ----------------------------------- |
| Nr.                                 |                                     | Idade                               |                                     | Pos.                                |
| 141                                 | Alessandro Petacchi                 | 32                                  | Itália                              | DNF                                 |
| 142                                 | Erik Zabel                          | 36                                  | Alemanha                            | 62                                  |
| 143                                 | Daniel Becke                        | 28                                  | Alemanha                            | DNF                                 |
| 144                                 | Enrico Poitschke                    | 37                                  | Alemanha                            | 133                                 |
| 145                                 | Volodymyr Dyudya                    | 23                                  | Ucrânia                             | DNF                                 |
| 146                                 | Alberto Ongarato                    | 31                                  | Itália                              | 131                                 |
| 147                                 | Fabio Sacchi                        | 32                                  | Itália                              | 96                                  |
| 148                                 | Sebastian Siedler                   | 28                                  | Alemanha                            | 127                                 |
| 149                                 | Marco Velo                          | 32                                  | Itália                              | 118                                 |
| Team manager:                       |                                     |                                     |                                     |                                     |

| Predefinição:Dados ciclismo PHO PHO | Predefinição:Dados ciclismo PHO PHO | Predefinição:Dados ciclismo PHO PHO | Predefinição:Dados ciclismo PHO PHO | Predefinição:Dados ciclismo PHO PHO |
| ----------------------------------- | ----------------------------------- | ----------------------------------- | ----------------------------------- | ----------------------------------- |
| Nr.                                 |                                     | Idade                               |                                     | Pos.                                |
| 151                                 | Martín Perdiguero                   | 33                                  | Espanha                             | DNF                                 |
| 152                                 | Aurélien Clerc                      | 27                                  | Suíça                               | 114                                 |
| 153                                 | Luis Fernández                      | 26                                  | Espanha                             | 90                                  |
| 154                                 | Ryder Hesjedal                      | 25                                  | Canadá                              | DNF                                 |
| 155                                 | Nicolas Jalabert                    | 33                                  | França                              | DNF                                 |
| 156                                 | Steve Morabito                      | 23                                  | Suíça                               | 84                                  |
| 157                                 | Uroš Murn                           | 31                                  | Eslovénia                           | 113                                 |
| 158                                 | Florian Stalder                     | 23                                  | Suíça                               | 73                                  |
| 159                                 | Steve Zampieri                      | 29                                  | Suíça                               | DNF                                 |
| Team manager:                       |                                     |                                     |                                     |                                     |

| Quick Step-Innergetic QSI | Quick Step-Innergetic QSI | Quick Step-Innergetic QSI | Quick Step-Innergetic QSI | Quick Step-Innergetic QSI |
| ------------------------- | ------------------------- | ------------------------- | ------------------------- | ------------------------- |
| Nr.                       |                           | Idade                     |                           | Pos.                      |
| 161                       | Paolo Bettini             | 32                        | Itália                    | DNF                       |
| 162                       | Davide Vigano             | 22                        | Itália                    | 117                       |
| 163                       | Kevin van Impe            | 25                        | Bélgica                   | 129                       |
| 164                       | Matteo Tosatto            | 32                        | Itália                    | DNF                       |
| 165                       | Sébastien Rosseler        | 25                        | Bélgica                   | 116                       |
| 166                       | Kevin Hulsmans            | 28                        | Bélgica                   | 95                        |
| 167                       | José Antonio Garrido      | 30                        | Espanha                   | 59                        |
| 168                       | Addy Engels               | 29                        | Países Baixos             | 124                       |
| 169                       | Kevin De Weert            | 24                        | Bélgica                   | 74                        |
| Team manager:             |                           |                           |                           |                           |

| Relax-Gam REG | Relax-Gam REG     | Relax-Gam REG | Relax-Gam REG | Relax-Gam REG |
| ------------- | ----------------- | ------------- | ------------- | ------------- |
| Nr.           |                   | Idade         |               | Pos.          |
| 171           | Nácor Burgos      | 29            | Espanha       | DNF           |
| 172           | Mario De Sárraga  | 26            | Espanha       | 102           |
| 173           | José Miguel Elías | 29            | Espanha       | 25            |
| 174           | Raúl García       | 24            | Espanha       | 51            |
| 175           | Jorge García      | 26            | Espanha       | 87            |
| 176           | David George      | 30            | África do Sul | 70            |
| 177           | Daniel Moreno     | 24            | Espanha       | 36            |
| 178           | Jesús Hernández   | 24            | Espanha       | DNF           |
| 179           | Angel Vallejo     | 25            | Espanha       | 58            |
| Team manager: |                   |               |               |               |

| Saunier Duval–Prodir SDV | Saunier Duval–Prodir SDV | Saunier Duval–Prodir SDV | Saunier Duval–Prodir SDV | Saunier Duval–Prodir SDV |
| ------------------------ | ------------------------ | ------------------------ | ------------------------ | ------------------------ |
| Nr.                      |                          | Idade                    |                          | Pos.                     |
| 181                      | Alberto Benitez Ramon    | 24                       | Espanha                  | 101                      |
| 182                      | José Gómez Marchante     | 26                       | Espanha                  | 5                        |
| 183                      | David Millar             | 29                       | Reino Unido              | 64                       |
| 184                      | David Cañada             | 31                       | Espanha                  | 88                       |
| 185                      | Juan José Cobo           | 25                       | Espanha                  | DNF                      |
| 186                      | Leonardo Piepoli         | 34                       | Itália                   | 13                       |
| 187                      | David De La Fuente       | 25                       | Espanha                  | 71                       |
| 188                      | Ángel Gómez              | 25                       | Espanha                  | DNF                      |
| 189                      | Francisco Ventoso        | 24                       | Espanha                  | 78                       |
| Team manager:            |                          |                          |                          |                          |

| T-Mobile Team TMO | T-Mobile Team TMO | T-Mobile Team TMO | T-Mobile Team TMO | T-Mobile Team TMO |
| ----------------- | ----------------- | ----------------- | ----------------- | ----------------- |
| Nr.               |                   | Idade             |                   | Pos.              |
| 191               | Lorenzo Bernucci  | 26                | Itália            | DNF               |
| 192               | Scott Davis       | 27                | Austrália         | 91                |
| 193               | Bastiaan Giling   | 23                | Países Baixos     | 125               |
| 194               | André Greipel     | 24                | Alemanha          | DNF               |
| 195               | Bernhard Kohl     | 24                | Áustria           | DNF               |
| 196               | André Korff       | 33                | Alemanha          | DNF               |
| 197               | Daniele Nardello  | 34                | Itália            | 50                |
| 198               | Stephan Schreck   | 28                | Alemanha          | 81                |
| 199               | Thomas Ziegler    | 25                | Alemanha          | DNF               |
| Team manager:     |                   |                   |                   |                   |

| Astana AWT    | Astana AWT           | Astana AWT | Astana AWT  | Astana AWT |
| ------------- | -------------------- | ---------- | ----------- | ---------- |
| Nr.           |                      | Idade      |             | Pos.       |
| 201           | Alexander Vinokourov | 32         | Cazaquistão | 1          |
| 202           | Carlos Barredo       | 25         | Espanha     | 42         |
| 203           | Assan Bazayev        | 25         | Cazaquistão | 98         |
| 204           | José Antonio Redondo | 21         | Espanha     | 47         |
| 205           | Andrey Kashechkin    | 26         | Cazaquistão | 3          |
| 206           | Aaron Kemps          | 22         | Austrália   | 119        |
| 207           | Sérgio Paulinho      | 26         | Portugal    | 16         |
| 208           | Luis Sanchez Gil     | 22         | Espanha     | DNF        |
| 209           | Sergei Yakovlev      | 30         | Cazaquistão | 31         |
| Team manager: |                      |            |             |            |